# 鮑亦興
鮑亦興（1930年1月—2013年6月18日），理論及應用力學專家，美國國家工程院院士、中央研究院院士。專長物理聲學、磁彈力學、土木工程學。

## 生平
出生於江蘇東台，1941-1946 進入揚州國立二中。1947-1949年進入上海國立交通大學土木工程學系。1949-1952年國共內戰爆發隨家人至臺灣，入學國立臺灣大學 土木工程學系。1953-1955年赴美壬色列理工學院 (Rensselaer Polytechnic Institute) 攻讀並獲得力學碩士。1955-1959年進入哥倫比亞大學 (Columbia University) 攻讀並獲得力學博士。
1959-1985年執教康乃爾大學土木工程學系，担任歷經助理教授、副教授、正教授、講座教授(1985)。其中1974-1980年康乃爾大學土木工程學系系主任。1984-1998年於國立臺灣大學任教，並為應用力學所創所所長。
1985年獲選美國國家工程院院士。1986年獲選中央研究院 16 屆(數理科學組)院士。1999年起担任南京大學聲學研究所教授與浙江大學岩土研究所教授。2003年荣获總統科學獎(應用科學組)。
2013年逝世於台北，享壽84歲。

## 外部連結
- 鮑亦興教授-打開心窗